# Louis d'Autriche
Louis Joseph Antoine Jean d'Autriche, né le 13 décembre 1784 à Florence et mort le 21 décembre 1864 à Vienne, est un archiduc d'Autriche, militaire et homme politique. Il est le 14e enfant de l'empereur Léopold II du Saint-Empire et sa femme Marie-Louise d'Espagne.
L'archiduc Louis obtient le grade de lieutenant général à l'armée. Il est battu par Napoléon comme commandant de corps à la bataille d'Abensberg en 1809. Son frère, l'empereur François Ier d'Autriche le nomme par testament président de la conférence d'état secrète en vue d'assurer le gouvernement pendant le règne du faible Ferdinand Ier d'Autriche.
Louis d'Autriche soutient la politique absolue de Metternich et il se retire de la vie politique après la révolution de mars en 1848.
L'archiduc Louis d'Autriche se marie morganatiquement avec Adélaïde de Gueroust. ils ont deux enfants: 
- Anne Victoria de la Pierre de Habsbourg-Lorraine
- Joseph Johann de Habsbourg-Lorraine